# Hisaya Nakajo
Hisaya Nakajo (em japonês: 中条 比紗也; Nakajō Hisaya, Osaca, 12 de setembro de 1973 – 12 de outubro de 2023) foi uma artista de mangá shōjo japonês. Ela também usava o nome Peco Fujiya (para trabalhos yaoi) e Ryou Fumizuki (para doujinshi). Nakajo foi a 39º Mangaka mais procurada em 2007 no mecanismo de busca japonês Goo.

## Sobre
Ela fez o seu debut profissional ganhando o prêmio Outstanding Work em 18º lugar Hakusensha Athena Newcomers' Awards pelo seu trabalho em Manatsu no Hanzaisha (真夏の犯罪者?, The Midsummer Criminal). Foi publicado mais tarde no extra de Hana to Yume, Hana to Yume Planet Zōkan em 15 de julho. Ela publicou sua primeira one-shot profissional chamado Hāto no Kajitsu em 1994.